# Brynja Pétursdóttir
Brynja Kolbrún Pétursdóttir (* 26. Dezember 1977) ist eine isländische Badmintonspielerin.

## Karriere
Brynja Pétursdóttir siegte 1995 erstmals bei den nationalen Titelkämpfen der Junioren in Island. Bei den Erwachsenen gewann sie 1999 ihren ersten Titel. Weitere Titelgewinne folgten 2000 und 2001. 1999 und 2001 nahm sie an den Badminton-Weltmeisterschaften teil.

## Sportliche Erfolge
| Saison | Veranstaltung                              | Disziplin   | Platz | Name                                             |
| ------ | ------------------------------------------ | ----------- | ----- | ------------------------------------------------ |
| 1995   | Island: Einzelmeisterschaften der Junioren | Damendoppel | 1     | Brynja Pétursdóttir / Birna Gudbjartsdottir      |
| 1996   | Island: Einzelmeisterschaften der Junioren | Dameneinzel | 1     | Brynja Pétursdóttir                              |
| 1996   | Island: Einzelmeisterschaften der Junioren | Damendoppel | 1     | Brynja Pétursdóttir / Birna Gudbjartsdottir      |
| 1999   | Weltmeisterschaft                          | Dameneinzel | 33    | Brynja Pétursdóttir                              |
| 1999   | Island: Einzelmeisterschaften              | Damendoppel | 1     | Elsa Nielsen / Brynja Pétursdóttir               |
| 2000   | Island: Einzelmeisterschaften              | Mixed       | 1     | Tómas Viborg / Brynja Pétursdóttir               |
| 2000   | Island: Einzelmeisterschaften              | Damendoppel | 1     | Elsa Nielsen / Brynja Pétursdóttir               |
| 2001   | Weltmeisterschaft                          | Damendoppel | 33    | Sara Jónsdóttir / Brynja Pétursdóttir            |
| 2001   | Island: Einzelmeisterschaften              | Mixed       | 1     | Tomas Viborg / Brynja Pétursdóttir               |
| 2001   | Island: Einzelmeisterschaften              | Dameneinzel | 1     | Brynja Pétursdóttir                              |
| 2009   | Iceland International                      | Damendoppel | 2     | Brynja Pétursdóttir / Erla Björg Hafsteinsdóttir |